# Till-Joscha Jönke
Till-Joscha Jönke (* 4. Januar 1992 in Düsseldorf) ist ein deutscher Basketballspieler. Jönke begann seine Karriere in den Jugendmannschaften des deutschen Rekordmeisters Bayer Leverkusen, bevor er 2012 nach Ulm wechselte und dort zunächst hauptsächlich in der Kooperationsmannschaft Weißenhorn Youngstars in der dritten Spielklasse ProB zum Einsatz kam, wo er in der Saison 2012/13 als „Youngster des Jahres“ ausgezeichnet wurde. Mit der Mannschaft von Ratiopharm Ulm bestritt er Einsätze auf internationaler Ebene im Eurocup 2012/13 sowie als Junioren-Nationalspieler in der deutschen U20-Nationalmannschaft. Seit 2021 steht er bei den Tigers Tübingen unter Vertrag.

## Karriere
Jönke spielte bis 2011 für die Nachwuchsmannschaft der Bayer Giants Leverkusen in der Nachwuchs-Basketball-Bundesliga (NBBL). Nachdem er bereits frühzeitig mit der ersten Herrenmannschaft der Rheinländer mittrainierte, bekam er in der ProB-Saison 2010/11 erste Einsatzzeiten in der dritthöchsten deutschen Spielklasse, wo er in 17 von 24 Saisonspielen knapp 20 Minuten pro Spiel auf dem Parkett stand. In der folgenden Spielzeit zählte Jönke bereits zu den wichtigsten Akteuren in der ersten Mannschaft des deutschen Rekordmeisters und wurde als Youngster des Monats Dezember 2011 in der ProB ausgezeichnet. Trotzdem verpassten die Leverkusener am Ende der Hauptrunde die erneute Teilnahme an den Play-offs um den Aufstieg in die nächsthöhere Spielklasse. Über die Play-downs konnte man sich jedoch den Klassenerhalt sichern.
Für die Spielzeit 2012/13 wechselte der U20-Juniorennationalspieler Jönke zum deutschen Erstligisten Ratiopharm Ulm in die Basketball-Bundesliga. Dieser stellte ihn mit einer „Doppellizenz“ seinem Kooperationspartner Youngstars aus Weißenhorn in der ProB-Spielzeit 2012/13 zur Verfügung. Während Jönke in 14 Bundesligaspielen und sechs Europapokalspielen des Erstligisten zum Einsatz kam, wobei er die meiste Spielzeit nach Verletzung von Nationalspieler Per Günther im Play-off-Halbfinale um die nationale Meisterschaft bekam, war er bei den Youngstars erneut im November 2012 „ProB-Youngster des Monats“ und wurde am Ende der Spielzeit als „Youngster des Jahres“ in der dritthöchsten deutschen Spielklasse ausgezeichnet. Mit den Weißenhornern scheiterte Jönke an seinem ehemaligen Verein aus Leverkusen in der Halbfinalserie der ProB-Play-offs um den Aufstieg. In der Halbfinalserie um die deutsche Meisterschaft in der Bundesliga-Spielzeit 2012/13 scheiterte der bisherige Vizemeister Ulm knapp in fünf Spielen gegen die EWE Baskets Oldenburg und verpasste den erneuten Einzug in die Finalserie um die Meisterschaft gegen Titelverteidiger Brose Baskets. Zur Saison 2014/2015 wechselte Jönke zu den Walter Tigers Tübingen.
Bei den Tigers kam er in 31 Partien auf lediglich 2,8 Punkte im Schnitt. Im Sommer 2015 lösten die Tübinger nach Absprache mit Jönke den Vertrag in beidseitigem Einvernehmen auf.
Zur Saison 2015/2016 wechselte Jönke zum Zweitliga-Aufsteiger White Wings Hanau. Dort war er daran beteiligt, dass die Hessen die Klasse hielten und bis zum letzten Spieltag der Saison sogar um eine Play-off-Teilnahme mitspielten. Daraufhin verlängerte er dort für zwei Jahre. Im Spieljahr 2017/18 war Jönke in Hanau mit einem Durchschnitt von 13,9 Punkten pro Partie bester Korbschütze der Mannschaft, zudem führte er die Hanauer auch in den Kategorien Rebounds pro Spiel (5,4) und Korbvorlagen pro Spiel (5,2) an. Während der Sommerpause 2018 unterzeichnete Jönke in Hanau eine Vertragsverlängerung über fünf Jahre. Er kam in der Saison 2018/19 im Schnitt auf 10,4 Punkte sowie 4,3 Korbvorlagen pro Spiel, stieg mit Hanau aber aus der 2. Bundesliga ProA ab.
2021 verließ Jönke Hanau, wo er Mannschaftskapitän war, kehrte nach Tübingen und somit in die zweithöchste deutsche Spielklasse zurück. 2023 gelang ihm mit dem Verein der Bundesliga-Aufstieg. Das gelang als Meisterschaftszweiter. Dasselbe Ergebnis hatte man im Vorjahr erreicht, damals verzichtete Tübingen auf den Aufstieg. Allerdings blieb man nur ein Jahr in der Bundesliga, Jönke verpasste mit den Tübingern 2024 den Klassenerhalt. Dennoch wurde sein Vertrag in der Sommerpause bis 2026 verlängert.